# Luis Antonio García Navarro
Luis Antonio García Navarro (Xiva, la Foia de Bunyol, 30 d'abril de 1941 - Madrid, 10 d'octubre de 2001) fou un director d'orquestra valencià.

## Biografia
Va començar els estudis musicals a la seva ciutat natal i més tard va ampliar la seva formació al Reial Conservatori Superior de Música de Madrid, on va estudiar oboè, piano i composició. El 1963 va guanyar el Premi del Conservatori i el mateix any va fundar l'Orquestra Nacional Universitària, de la qual va ser director fins a 1966.
Becat per la Fundació March, va estudiar direcció d'orquestra a l'escola Superior de Música de Viena, amb Hans Swarowsky i Karl Oesterreicher i va finalitzar els estudis el 1969 amb Auszeichnung, la més alta distinció que atorga aquesta Acadèmia.
El 1967 va guanyar el primer premi en el Concurs de Directors d'Orquestra de Besançon (França). Entre 1970 i 1974 va ser Director de l'Orquestra Municipal de València. El 1980 va ser designat director musical del Teatre Sant Carles de Lisboa i el 1984, principal director convidat de l'Orquestra Simfònica de la Ràdio de Stuttgart, càrrec que va exercir fins a 1987.
De 1987 a 1991 va ser director general musical de l'Òpera de l'Estat de Stuttgart i principal director convidat de l'Òpera de l'Estat de Viena. A partir de la temporada 1991-92 fou Principal director convidat de l'Orquestra Filharmònica de Tòquio i director convidat permanent de la Deutsche Oper de Berlín. De 1991 a 1993 va ser titular de l'Orquestra Ciutat de Barcelona.
Va dirigir habitualment a la Filharmònica de Viena, Simfònica, Philharmonia i Royal Philharmonic de Londres, Staatskapelle Dresden, Nacional de França, Residència de La Haia, Suisse Romande, Simfònica de Viena, Filharmònica de Varsòvia, Filharmònica de Sant Petersburg, Filharmònica de Los Angeles, Pittsbourg, St. Louis Symphony i Simfònica de Chicago.
Va dirigir òpera als teatres més prestigiosos del món, com ara el Covent Garden de Londres, Opera de París, San Francisco Opera House, Chicago Lyric Opera, Metropolitan Opera de Nova York, Òpera de l'Estat de Viena, Scala de Milà, Teatro Colón de Buenos Aires, Gran Teatre del Liceu de Barcelona i en el Teatre Líric Nacional La Zarzuela de Madrid. Dirigí habitualment al Japó des que el 1983 en feu el seu debut. Aquell mateix any va debutar al Festival de Salzburg, tornant novament el 1988 per dirigir l'òpera El Procés de Gottfried von Einem. A Espanya, García Navarro dirigia regularment les orquestres Nacional d'Espanya, Simfònica de Radiotelevisió Espanyola.
El 1983 Jacques Chirac li va imposar la Medalla d'Or de la Ciutat de París i era membre de la Reial Acadèmia de Belles Arts de Sant Carles de València des de 1984. El gener de 1998 va inaugurar, al costat de Franco Zeffirelli com a director d'escena La New National Opera de Tòquio amb una nova producció d'Aida.
El 1999 va ser nomenat per elecció dels seus components director titular de l'Orquestra Simfònica de Madrid per votació d'aquesta. A l'estiu d'aquell mateix any va impulsar la creació del Cor de l'Orquestra Simfònica de Madrid, incorporant-lo al costat d'esta al Teatre Reial.
El 2001 va ser condecorat per la República Federal d'Alemanya amb la Gran Creu del Mèrit i amb el Premi de Cultura de la Comunitat de Madrid, així com amb la medalla d'or del Palau de la Música de València.
Al juliol de 2001 li van atorgar el premi de les Arts i les Ciències que organitzen la Generalitat Valenciana i el diari El Mundo en la seva primera edició, que compartirà amb Joaquín Rodrigo a títol pòstum.
García Navarro va gravar per als segells Deutsche Grammophon, Columbia, CBS-Sony, RCA (Red Seal) i Capriccio.